# Meža (přítok Západní Dviny)
Meža (rusky Межа) je řeka ve Tverské oblasti a ve Smolenské oblasti v Rusku. Je dlouhá 259 km. Povodí řeky je 9080 km².

## Průběh toku
Pramení na Valdajské vysočině a teče rovinatou bažinatou krajinou. Ústí zleva do Západní Dviny.

## Vodní režim
Zdroje vody jsou smíšené. Průměrný roční průtok vody činí 61 m³/s. Zamrzá v listopadu a rozmrzá na konci března až v dubnu.

## Využití
Je splavná pro vodáky. Na dolním toku je možná vodní doprava. Na řece leží město Nělidovo.